# كارل ويلسون (لاعب كرة قدم أمريكية)
كارل ويلسون (بالإنجليزية: Karl Wilson) هو لاعب كرة قدم أمريكية أمريكي، ولد في 10 سبتمبر 1964 في أميت في الولايات المتحدة.

## وصلات خارجية
- كارل ويلسون على موقع مرجع كرة القدم المحترفة.كوم (الإنجليزية)